# Comissão Estatística das Nações Unidas
A Comissão Estatística das Nações Unidas supervisiona os trabalhos da Divisão Estatística das Nações Unidas ou UNSD, e é uma Comissão Funcional do Conselho Económico e Social das Nações Unidas. Seus 24 Estados-membros são eleitos pelo Conselho Económico e Social.
Uma das mais conhecidas subunidades da Divisão de Estatísticas é o Grupo de Peritos das Nações Unidas sobre Nomes Geográficos (UNGEGN), também conhecido como a Conferência das Nações Unidas sobre a padronização de nomes geográficos (UNCSGN). Esta unidade tenta padronizar os nomes de locais em todas línguas, alfabetos, e culturas.
A sexta conferência da ONU sobre a padronização dos nomes geográficos foi em 1992 (Nova Iorque), a sétima em 1998 (Nova Iorque), a oitava em 2002 (Berlim), e a nona em 2007 (Nova Iorque). Uma das questões abordadas nestas conferências foi a questão do nome do Mar do Japão.

## Outras leituras
- Hausner, Isolde: Die „United Nations Group of Experts on Geographical Names“ (UNGEGN) und die Standardisierung geographischer Namen. In: Kainz, W. / Kriz, K. / Riedl, A. (eds.): Aspekte der Kartographie im Wandel. Festschrift für Ingrid Kretschmer zum 65. Geburtstag. Wien 2004 (= Wiener Schriften zur Geographie und Kartographie).
- Kerfoot, Helen: Role of the United Nations in the standardization of geographical names: some fifty years on. In: United Nations, Department of Economic and Social Affairs, Statistics Division (ed.): Manual for the standardization of geographical names. United Nations Group of Experts on Geographical Names. New York 2006: 83-97. ISBN 92-1-161490-2